# Liste der Biografien/Kolp
Liste der Biografien |
Portal Biografien |
Personensuche
# |
A |
B |
C |
D |
E |
F |
G |
H |
I |
J |
K |
L |
M |
N |
O |
P |
Q |
R |
S |
T |
U |
V |
W |
X |
Y |
Z |
?
 
Ka |
Kb |
Kc |
Kd |
Ke |
Kf |
Kg |
Kh |
Ki |
Kj |
Kl |
Km |
Kn |
Ko |
Kp |
Kr |
Ks |
Kt |
Ku |
Kv |
Kw |
Ky |
Kx |
Kz
 
Koa |
Kob |
Koc |
Kod |
Koe |
Kof |
Kog |
Koh |
Koi |
Koj |
Kok |
Kol |
Kom |
Kon |
Koo |
Kop |
Kor |
Kos |
Kot |
Kou |
Kov |
Kow |
Kox |
Koy |
Koz
 
Kola |
Kolb |
Kolc |
Kold |
Kole |
Kolf |
Kolg |
Kolh |
Koli |
Kolj |
Kolk |
Koll |
Kolm |
Koln |
Kolo |
Kolp |
Kolr |
Kols |
Kolt |
Kolu |
Kolv |
Kolw |
Koly |
Kolz
Die Liste der Biografien führt alle Personen auf, die in der deutschsprachigen Wikipedia einen Artikel haben. Dieses ist eine Teilliste mit 18 Einträgen von Personen, deren Namen mit den Buchstaben „Kolp“ beginnt.

## Kolp
- Kolp, Engelbert (1840–1877), österreichischer Bildhauer

### Kolpa
- Kolpačenko, Nikita (* 2003), litauischer Snookerspieler
- Kolpachikova, Elena (* 1971), ukrainische Schauspielerin und Modelin
- Kolpak, Maroš (* 1971), slowakischer Handballtorwart und -torwarttrainer
- Kolpakov, Kirill (* 1982), estnischer Eishockeyspieler
- Kolpakow, Alexander Lawrentjewitsch (1922–1995), russischer Schriftsteller
- Kolpakow, Serafim Wassiljewitsch (1933–2011), russischer Metallurg
- Kolpakow, Wiktor Michailowitsch (1904–1972), sowjetischer Schauspieler
- Kolpakowa, Tatjana Alexejewna (* 1959), sowjetisch-kirgisische Weitspringerin
- Kolpaktschi, Wladimir Jakowlewitsch (1899–1961), sowjetischer Armeegeneral

### Kolpi
- Kölpin, Alexander (1731–1801), deutsch-dänischer (holsteinischer) Feldscher und Chirurg, Professor in Kopenhagen
- Kölpin, Alexander Bernhard (1739–1801), deutscher Arzt und Botaniker
- Kölpin, Anett (* 1963), deutsche Rockmusikerin
- Kölpin, Friedrich Christoph, deutsch-dänischer (holsteinischer) Autor und Arzt (Chirurg)
- Kölpin, Regine (* 1964), deutsche Schriftstellerin
- Kölpin, Thomas (* 1968), deutscher Biologe
- Kolping, Adolf (1909–1997), deutscher katholischer Theologe sowie Hochschullehrer
- Kolping, Adolph (1813–1865), deutscher katholischer PriesterAdolph Kolping (1813–1865)

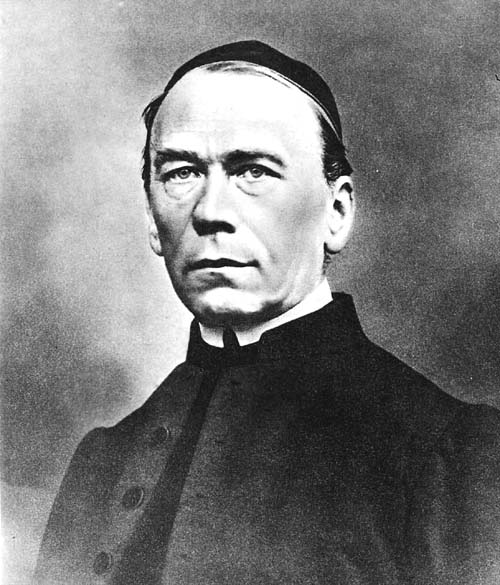
Adolph Kolping (1813–1865)